# Michael Gruskoff
Michael Gruskoff est un producteur américain, actif depuis les années 1970.

## Biographie
Michael Gruskoff a créé une société de production dans les années 1970 et produit des films ambitieux, notamment Silent Running de Douglas Trumbull. Il a produit aussi quelques films européens comme Nosferatu, fantôme de la nuit ou La Guerre du feu.

## Filmographie

### Producteur
- 1972 : Silent Running
- 1974 : Frankenstein Junior (Young Frankenstein)
- 1975 : Rafferty and the Gold Dust Twins
- 1975 : Les Aventuriers du Lucky Lady (Lucky Lady), de Stanley Donen
- 1979 : Nosferatu, fantôme de la nuit (Nosferatu: Phantom der Nacht) de Werner Herzog
- 1982 : Où est passée mon idole ? (My Favorite Year) de Richard Benjamin
- 1984 : French Lover (Until September) de  Norman René
- 1988 : Love at Stake
- 1992 : Article 99
- 1992 : Prelude to a Kiss
- 2006 : Puss 'n Boots

### Producteur exécutif
- 1971 : The Last Movie
- 1981 : La Guerre du feu
- 1989 : Pink Cadillac
- 2006 : Vivaldi